# Astroblepus rosei
Astroblepus rosei är en fiskart som beskrevs av Eigenmann 1922. Astroblepus rosei ingår i släktet Astroblepus och familjen Astroblepidae. Inga underarter finns listade.